# جيوفاني باتيستا ريتشيولي
جيوفاني باتيستا ريتشيولي (17 أبريل 1598 – 25 يونيو 1671) والمعروف أيضاً باسم «جيامباتيستا» و«جيوفامباتيستا» هو عالم فلك وقس كاثوليكي يسوعي إيطالي.
عرف ريتشيولي بتجاربه حول استخدام البندول وحول سقوط الأجسام كالكرات الخشبية والرصاصية، إضافة إلى أبحاثه حول القمر وحركة الأرض.

## روابط خارجية
- جيوفاني باتيستا ريتشيولي على موقع الموسوعة البريطانية (الإنجليزية)